# 사이드9
서울랜드 애니메이션 스튜디오(영어: Seoulland Animation Studios)는 한일홀딩스 그룹 서울랜드에 소속된 애니메이션 제작사다. 2019년에 서울랜드 독립적인 자회사로 편입. 2024년 서울랜드에 흡수 합병되어, 서울랜드 법인 산하의 스튜디오 명칭으로 존속하고 있다.

## (구)사이드 9

### 제작 애니메이션
| 재목                               | 년도 | 제작사 | 공동 제작사               | 방송사   |
| ---------------------------------- | ---- | ------ | ------------------------- | -------- |
| Kara The Animation                 | 2013 |        | 동우A&E, SBS 바이아컴     | SBS M    |
| 로보카 폴리                        | 2013 |        | 로이비쥬얼                | EBS      |
| 텔레몬스터                         | 2016 |        | 스튜디오 게일             | MBC      |
| 꼬마버스 타요 시즌4                | 2016 |        | 아이코닉스                | EBS      |
| 출동! 슈퍼윙스 시즌3               | 2017 |        | 퍼니플럭스                | EBS      |
| 정글에서 살아남기 화산섬의 비밀    | 2017 |        | 일렉트릭 서커스           | EBS      |
| 변신기차 로봇트레인 시즌2          | 2018 |        | CJ ENM                    | 투니버스 |
| 꼬마탐정 토비와 테리               | 2018 |        | 선우앤컴퍼니(엔팝)        | KBS      |
| 엉뚱발랄 콩순이와 친구들 6기       | 2020 |        | 영실업                    | EBS      |
| 삼양라면 평범하게 위대하게         | 2021 |        | 스튜디오좋                | 유튜브   |
| 코드네임 X                         | 2023 |        | 시공사                    | KBS      |
| 빙그레우스 "빙그레 메2커를 위하여" | 2023 |        | 스튜디오좋                | 유튜브   |
| 새콤달콤 캐치! 티니핑              | 2024 |        | 에스에이엠지 엔터테인먼트 | KBS      |
| 레인보우 버블젬 시즌2 : 시크릿     | 2025 |        | 캠프파이어 애니웍스       | EBS      |
| 청사과 낙원                        | 2025 |        | 네이버 웹툰               |          |
| 흔한 빙의물인 줄 알았다            | 미정 |        | 네이버 웹툰               |          |